# 橋村修
橋村 修（はしむら おさむ、1972年 - ）は、日本の民俗学者、人文地理学者。東京学芸大学教授。専門は歴史民俗学、生態民俗論、民俗食育論。漁業史を研究対象の一つとする。

## 来歴
鹿児島県に生まれる。國學院大學大学院博士後期課程修了。2006年に論文「海面の領有と資源利用に関する歴史地理学的研究」で國學院大學から博士（歴史学）の学位を取得した。

## 主な著作

### 単著
- 『漁場利用の社会史』人文書院 2009年2月 ISBN 978-4-409-52056-7
- 橋村修「亜熱帯性回游魚シイラの利用をめぐる地域性と時代性 : 対確暖流域を中心に」『国立民族学博物館調査報告』第46巻、国立民族学博物館、2003年12月、199-223頁、CRID 1390009224820323200、doi:10.15021/00001800、hdl:10502/1682、ISSN 1340-6787。

### 共著
- 『人と魚の自然誌』世界思想社 2008年3月 ISBN 978-4-7907-1324--1
- 『海洋資源の流通と管理の人類学』明石書店 2008年7月 ISBN 978-4-7503-2812-6
- 『新宇土市史 通史編 第3巻 近代・現代・年表』宇土市 2009年2月
- 『日本列島の野生生物と人』世界思想社 2010年3月